# Danh sách thuyết âm mưu được Donald Trump quảng bá
Bài viết này chứa một danh sách các thuyết âm mưu được Donald Trump, cựu Tổng thống Hoa Kỳ, đặt ra và/hoặc quảng bá.

## Thuyết âm mưu

### Tấn công các đối thủ chính trị

#### Barack Obama
- Thuyết âm mưu về quốc tịch Obama, hay còn gọi "Birtherism"[1][2]
- Hỗ trợ cho thuyết âm mưu ISIS [4][5]

#### Hillary và Bill Clinton
- Số người bị vợ chồng Clinton bí mật cho ám sát[1][6]
- Epstein không tự tử[7]
- Vụ Vince Foster tự sát[1]
- Vụ Seth Rich bị giết chết[8]

#### Ted Cruz
- Thuyết âm mưu về vụ ám sát Tổng thống John F. Kennedy - Rafael Cruz, cha của thượng nghị sĩ Texas và  ứng cử viên tổng thống của đảng Cộng hòa cho cuộc bầu cử tổng thống Hoa Kỳ 2016 Ted Cruz, bị cho là có liên hệ với Lee Harvey Oswald.[9][10]

#### Joe Biden
- Thuyết âm mưu Biden–Ukraine[11]
- Thuyết âm mưu về cái chết Osama bin Laden, đặc biệt cáo buộc  Biden và Obama dàn cảnh giết một người giống hệt ông ta [12]

#### Kamala Harris
- Thuyết âm mưu về quốc tịch Harris